# HD 62756
HD 62756，又名CD-49 3014，SAO 218928、HR 3005，是一颗恒星，视星等为6.57，位于銀經262.95，銀緯-12.79，其B1900.0坐标为赤經7h 40m 22.8s，赤緯-49° -12.79′ 12″。